# Esad Mekuli
Esad Mekuli (en monténégrin cyrillique : Есад Мекули), né le 17 décembre 1916 à Plav, alors dans le Royaume du Monténégro, et mort le 6 août 1993 à Pristina, est un poète de langue albanaise. Il a également écrit sous les noms de plume Sat Nokshiqi et Sat Hoxha.

## Œuvres
- Për ty (Pour toi), Pristina, 1955
- Dita e re (Nouveau jour), Pristina, 1966
- Avsha Ada (Avsha Ada), 1971
- Vjersha (Poésies), 1973
- Brigjet (Rives), 1981
- Rini e kuqe (Jeunesse rouge), Pristina, 1984
- Në mes të dashurisë dhe urrejtjes (Entre amour et haine), Tirana, 1986
- Dita që nuk shuhet (Le jour qui ne disparaît pas), Pristina, 1989